# Christian de Castries
Christian Ferdinand de la Croix de Castries (París, 11 de agosto de 1902-ibidem, 29 de julio de 1991) fue el comandante francés en la batalla de Điện Biên Phủ en 1954.

## Biografía
Christian de Castries nació en el seno de una distinguida familia militar: la casa de Castries. Se alistó en el ejército a la edad de diecinueve años, siendo enviado a la Escuela de Caballería de Saumur.
En 1926 de Castries obtuvo el rango de oficial de caballería pero más tarde dimitió para dedicarse a los deportes ecuestres. Después de volver al ejército al inicio de Segunda Guerra Mundial fue capturado (1940), escapó de un campamento alemán para prisioneros de guerra (1941), y luchó con las fuerzas Aliadas en África del Norte, Italia, el sur de Francia y finalmente, durante la invasión del sur de Alemania. Acabó la guerra al mando del 3.º de spahis marroquíes (caballería mecanizada), cuya distintiva gorra roja posteriormente llevó durante su servicio en Indochina.
En 1946 de Castries, a punto de convertirse en teniente coronel, fue enviado a Indochina donde estuvo al mando de un tabor (battallón) de goumiers marroquíes. Fue herido y pasó un año recuperándose en Francia antes de regresar a Vietnam ya con el grado de coronel.
En diciembre de 1953, se le encargó defender Điện Biên Phủ contra el Viet Minh. Después de un asedio de ocho semanas la guarnición fue derrotada y al acercarse el fin de Castries fue ascendido a general de brigada. Los franceses vieron sus defensas superadas por las fuerzas del Viet Minh el 7 de mayo de 1954, finalizando en la práctica la primera guerra de Indochina y la presencia francesa en el sureste asiático. Christian estuvo prisionero durante cuatro meses mientras se llegaba a un acuerdo de armisticio en Ginebra.
A su regreso a Francia, de Castries fue puesto al mando de la 5.ª División Blindada, entonces estacionada en Alemania Occidental. Tras un accidente automovilístico en 1959 se retiró del ejército. Posteriormente estuvo a la cabeza de una empresa de reciclaje. Murió en París el 29 de julio de 1991.